# Otrucie królowej Bony
Otrucie królowej Bony, także Otrucie królowej Bony przez jej lekarza Antoniego z Maceraty – obraz olejny na płótnie autorstwa Jana Matejki z 1859 roku, znajdujący się w zbiorach Muzeum Narodowego w Krakowie (Dom Matejki).
Dzieło było pierwszą dojrzałą historyczną kompozycją Jana Matejki. Artysta namalował obraz podczas studiów na Akademii Sztuk Pięknych w Monachium. Użył historycznych rekwizytów i kostiumów. Farby nakładał grubymi warstwami, w sposób 
impastowy. Koncepcja całej sceny ujęta jest w sposób teatralny. Minimalna liczba postaci umożliwiła ukazanie subtelnych emocji na twarzach. Widoczne są wpływy Paula Delaroche. Matejko odmalował z wielką starannością przedmioty i szaty. Chciał być dokładnym w każdym detalu. Wydarzenie miało miejsce 18 listopada 1557 roku. Kielich z zatrutym napojem podał królowej lekarz Antonio z Maceraty. W pobliżu Bony malarz przedstawił też dwórkę Marynę zwaną Mniszką i dwóch obserwatorów zza kotary.
W szkicowniku Matejki z czasów monachijskich zachowały się rysunki twarzy modelki, która pozowała do postaci królowej Bony. Była to lokatorka tej samej kamienicy. Matejko dokończył Otrucie w Krakowie. Dostał za nie brązowy medal na wystawie Towarzystwa Przyjaciół Sztuk Pięknych.
Od II wojny światowej obraz uważano za zaginiony. Muzeum Narodowe w Krakowie zakupiło go w 1996 roku na publicznej aukcji. Okazało się, że obraz pochodził z kradzieży. Złodziei zatrzymano po trzech latach. Kolekcjonerka, której obraz skradziono, miała zaniki pamięci i nie zauważyła zniknięcia Matejkowego Otrucia. Dopiero rodzina zorientowała się i ujawniła prawdziwe pochodzenie zabytku. Wolą kolekcjonerki było ofiarowanie całej kolekcji krakowskiemu muzeum. Obraz, stanowiący własność Muzeum Narodowego w Krakowie, wystawiany jest w Domu Matejki. Ma wymiary 78 × 63 cm, oznaczony został muzealnym numerem katalogowym: MNK II-a-1321.